# Masanobu Izumi
Masanobu Izumi, född 8 april 1944 i Hiroshima prefektur, Japan, är en japansk tidigare fotbollsspelare.